# The Who's Tommy
The Who's Tommy es un musical rock de Pete Townshend y Des McAnuff basado en la ópera rock del grupo británico The Who Tommy.

## Argumento

### Prólogo
Se presenta un montaje inicial de Londres, que comienza en 1940 con el encuentro inicial y posterior matrimonio de los Walker. En medio de la Segunda Guerra Mundial, el marido, el capitán Walker, salta en paracaídas en Alemania, donde es capturado como prisionero de guerra por los nazis («Overture»). De vuelta en Londres, en el número 22 de Heathfield Gardens, el hermano del capitán, Ernie, entrega un paquete a la Sra. Walker, embarazada, justo cuando dos oficiales llegan a la casa para anunciar la desaparición y presunta muerte de su marido («Captain Walker»).

### Acto I
Al año siguiente, dos enfermeras entregan a la Sra. Walker a su hijo recién nacido, Tommy; más tarde, en 1945, las tropas americanas liberan el campo de prisioneros de guerra del capitán Walker, proclamando el fin de la guerra («It's a Boy» / «We've Won»). Desde entonces, la Sra. Walker ha conseguido un nuevo amante, y celebran su vigésimo primer cumpleaños y hablan de matrimonio junto a Tommy, de cuatro años («Twenty-One»). Para su sorpresa, el capitán Walker entra en la casa y estalla una pelea entre él y el novio. La Sra. Walker aparta a Tommy, pero éste ve cómo su padre mata al novio de un disparo a través de un gran espejo. El capitán y la señora Walker se abrazan, pero pronto se dan cuenta de lo que Tommy ha presenciado y lo zarandean violentamente, diciéndole que no ha visto ni oído nada («What About the Boy»). Llega la policía; Tommy se limita a contemplar el espejo en silencio. Un narrador -el yo mayor de Tommy- aparece ante el público, presentando y enmarcando la historia de su excepcional infancia («Amazing Journey»).
El capitán Walker es juzgado por asesinato pero declarado inocente por motivos de defensa propia. Sin embargo, Tommy no celebra la liberación de su padre y su familia no tarda en darse cuenta de que, al parecer, se ha quedado sordo, mudo y ciego. Los padres de Tommy le someten a una batería de pruebas médicas, sin resultado («Sparks»). A los diez años, Tommy sigue sin reaccionar («Amazing Journey - Reprise»). Los Walker van todos a la iglesia y organizan una cena familiar de Navidad, aunque la familia está desconcertada porque Tommy no sabe que es Navidad ni entiende su significado («Christmas»). Todos se quedan atónitos cuando Tommy sólo responde cuando su tío Ernie toca la trompa. El Sr. Walker, en un intento desesperado por llegar a su hijo, grita «Tommy, ¿puedes oírme?» varias veces. El mayor Tommy, sólo visible para el joven Tommy, que se queda mirando insistentemente al espejo, le canta («See Me, Feel Me»).
Los Walker dejan a Tommy con un montón de niñeras viciosas, incluido el tío Ernie, alcohólico y sexualmente abusivo («Do You Think It's Alright?» y «Fiddle About»), así como su primo Kevin, un sádico matón («Cousin Kevin»). El primo Kevin y sus amigos llevan a Tommy a un club juvenil donde, para asombro de todos, Tommy juega brillantemente al pinball («Sensation»). Mientras tanto, otro médico, un psiquiatra, vuelve a hacer pruebas a Tommy sin éxito («Sparks - Reprise»). El desesperado capitán Walker es abordado por el Halconero y el Tocador de Armónica («Eyesight to the Blind»), que prometen una cura milagrosa para Tommy. Llevan al joven Tommy a la Isla de los Perros para encontrar a una prostituta llamada La Gitana, que intenta convencer al capitán Walker de que le deje pasar tiempo a solas con Tommy, introduciéndole en las drogas («La reina del ácido»). Horrorizado por sus métodos, el capitán Walker le arrebata a Tommy. En 1958, Tommy se ha convertido aparentemente en un experto jugador de pinball, mientras el primo Kevin y un grupo de adolescentes esperan la aparición de Tommy, de 17 años, en el salón recreativo, donde ha comenzado su ascenso a la popularidad local («Pinball Wizard»).

### Acto II
En 1960, Tommy se ha convertido en el campeón local de pinball y en el héroe de los chicos del barrio («Underture»). El capitán Walker insiste sin éxito en buscar médicos y una cura para Tommy («Hay un médico» y «¡Ve al espejo!»). Un médico descubre que los sentidos de Tommy funcionan, pero no a un nivel consciente de sí mismo o abiertamente expresivo. En la calle, un grupo de patanes locales rodean a Tommy («Tommy, ¿puedes oírme?») y se lo llevan a casa. Los Walker, al borde de la desesperación, se enfrentan apasionadamente en un esfuerzo por reconciliarse y afrontar la realidad de que Tommy podría no curarse nunca («I Believe My Own Eyes»). El capitán Walker deja a la Sra. Walker con Tommy. Tommy mira fijamente al espejo mientras su madre intenta desesperadamente llegar a él por última vez, antes de romper el espejo con rabia («Smash the Mirror»). Con el espejo hecho pedazos, Tommy se vuelve totalmente lúcido e interactivo por primera vez desde los cuatro años, y se marcha de casa («I'm Free»). De 1961 a 1963, la noticia de la milagrosa recuperación de la plena conciencia de Tommy recibe una enorme atención mediática («Miracle Cure»), Tommy es idolatrado por el público y la prensa («Sensation - Reprise»), y empieza a aparecer en estadios abarrotados, jugando al pinball con un casco que le ciega y ensordece temporalmente («Pinball Wizard - Reprise»). El tío Ernie intenta sacar provecho del nuevo estrellato de Tommy vendiendo recuerdos baratos para una gran fiesta de inauguración del nuevo campamento de vacaciones de Tommy, resultado del culto a Tommy ("Tommy's")

## Producción
El musical se estrenó en La Jolla Playhouse en San Diego (California) el 1 de julio de 1992. Su debut en Broadway tuvo lugar en el St. James Theatre el 29 de marzo de 1993 con 23 representaciones hasta el 10 de abril. El espectáculo abrió oficialmente el 22 de abril y cerró el 17 de junio de 1995, después de 899 representaciones. Dirigido por Des McAnuff con coreografía de Wayne Cilento, el elenco original incluyó a Michael Cerveris (Tommy), Marcia Mitzman (Mrs. Walker), Jonathan Dokuchitz (Captain Walker) y Cheryl Freeman (The Gypsy/Acid Queen) junto a Alice Ripley, Christian Hoff, Norm Lewis, Paul Kandel, Tracy Nicole Chapman, Michael Gardner y Sherie Rene Scott. La obra fue posteriormente producida por varias compañías a lo largo de Norteamérica y Europa.
El musical inspiró a Data East a producir una máquina de pinball llamada The Who's Tommy Pinball Wizard, que usó música, efectos de sonido y diseños basados en la producción de Broadway.
Una producción canadiense se estrenó en el Elgin Theatre de Toronto el 1 de marzo de 1995 y fue interpretada durante todo el año. La producción incluyó un reparto enteramente canadiense, y el personaje de Tommy fue interpretado por Tyley Ross.
Una nueva reproducción de la obra tuvo lugar en el Shaftesbury Theatre desde el 5 de marzo de 1996 hasta el 8 de febrero de 1997, con Paul Keating como Tommy y Kim Wilde como Mrs. Walker.
McAnuff revivió el musical en el Stratford Festival of Canada entre el 4 de mayo y el 19 de octubre de 2013.

## Personajes
Principales
- Tommy, 16-25 años. Tenor.
- Captain Walker, 25-35 años, padre de Tommy. Tenor.
- Mrs. Walker, 18-30 años, madre de Tommy. Mezzo soprano.

Otros Tommys
- Tommy, 3-7 años, Tommy de niño.
- Tommy, 8-12 años, Tommy preadolescente.

Otros personajes
- Cousin Kevin, 15-20 años, primo de Tommy. Barítono.
- Uncle Ernie, 30-45 años, tío de Tommy. Tenor.
- The Lover, 25-30 años, amante de Mrs. Walker's, asesinado por Captain Walker. Tenor.
- The Hawker, 20-50 años, hombre de la calle. Barítono.
- The Acid Queen, 20-35 años, prostituta y traficante de drogas.
- The Specialist, 30-50 años, doctor moderno con teorías nuevas para curar a Tommy. Barítono.
- Sally Simpson, 13-20 años, groupie. Soprano.

## Lista de canciones
| Primer acto - "Overture" – Compañía - "Captain Walker" – Oficinistas - "It's a Boy" – Enfermeras y Mrs. Walker - "We've Won" – Captain Walker y Allied Soldiers - "Twenty One" / "What About the Boy?" – Mrs. Walker y Amante / Captain Walker y Mrs. Walker - "Amazing Journey" – Tommy - "Courtroom Scene" – Juzgado - "Sparks" – Instrumental - "Amazing Journey" (Reprise) – Tommy - "Christmas" / "See Me, Feel Me" – Captain Walker, Mrs. Walker, Minister, Minister's Wife y Ensemble / Tommy - "Do You Think It's Alright?" – Captain Walker y Mrs. Walker - "Fiddle About" – Uncle Ernie y Ensemble - "See Me, Feel Me" (Reprise) – Tommy - "Cousin Kevin" – Cousin Kevin y Ensemble - "Sensation" – Tommy y Ensemble - "Sparks (Reprise)" - "Eyesight to the Blind" – Hawker, Harmonica Player y Ensemble - "The Acid Queen" – The Gypsy - "Pinball Wizard" – Local Lads, Cousin Kevin y Ensemble | Segundo acto - "Underture (Entr'acte)" – Ensemble - "It's a Boy (Reprise)" / "There's a Doctor" – Captain Walker y Mrs. Walker - "Go to the Mirror!" / "Listening to You" – Specialist, Specialist's Assistant, Captain Walker y Mrs. Walker / Tommy - "Tommy, Can You Hear Me?" – Local Lads - "I Believe My Own Eyes" – Captain Walker y Mrs. Walker - "Smash the Mirror" – Mrs. Walker - "I'm Free" – Tommy - "Streets of London 1961–3 (Miracle Cure)" – News Vendor y Local Lads - "Sensation (Reprise)" – Tommy y Ensemble - "I'm Free" (Reprise) / "Pinball Wizard" (Reprise) – Tommy yv Company - "Tommy's Holiday Camp" – Uncle Ernie - "Sally Simpson" – Cousin Kevin, Security Guards, Sally Simpson, Mr. Simpson y Mrs. Simpson - "Welcome" – Tommy y Ensemble - "Sally Simpson's Question" – Sally Simpson, Tommy - "We're Not Gonna Take It" – Tommy y Ensemble - "See Me, Feel Me" (Final Reprise) / "Listening to You" (Reprise) – Tommy y Company |